# Pogibi
Pogibi (ryska Погиби) är en by i Sachalin oblast i Ryssland. Den ligger på västkusten av Sachalin, vid Kap Pogibi. Därifrån är det endast 7,5 kilometer tvärs över Nevelskijsundet till fastlandet, vilket gör den till den ort som ligger närmast det ryska fastlandet. Folkmängden uppgår endast till någon enstaka invånare.